# Apaustis palliata
Apaustis palliata är en fjärilsart som beskrevs av Fabricius 1787. Apaustis palliata ingår i släktet Apaustis och familjen nattflyn. Inga underarter finns listade i Catalogue of Life.